# 야니크 베스테르고르
야니크 베스테르고르(덴마크어: Jannik Vestergaard, 1992년 8월 3일 ~ )는 덴마크의 축구 선수이다. 현재 소속팀은 레스터 시티이며, 주로 중앙 수비수로 활약한다.

## 클럽 경력

### TSG 1899 호펜하임
브뢴비IF 유소년 팀에서 활약하던 야니크 베스테르고르는 2010년 TSG 1899 호펜하임으로 이적하게 된다. 이적 후, 처음에는 호펜하임 2군 팀에서 활약하다 2011년 4월 16일 아인트라흐트 프랑크푸르트와의 경기에서 그의 프로 1군 첫 경기이자 분데스리가데뷔 경기를 치른다. 이후 2012년 2월 11일 베르더 브레멘과의 경기에서 분데스리가 데뷔 골을 넣는다. 2015년 1월 27일 그가 첫골을 기록한 상대팀이었던 베르더 브레멘으로 이적하게 된다.

### SV 베르더 브레멘
베르더 브레멘으로 이적한 베스테르고르는 이적하자마자 팀의 핵심 선수로 자리잡게 되었고, 당시 베르더 브레멘의 고질적인 수비 불안문제를 어느정도 해결함으로써 팀의 상승세를 이끌었다. 2015-16시즌까지 베르더 브레멘의 핵심 선수로 활약했던 그는, 이적 1년 6개월 만에 약 1,400만 유로의 이적료로 보루시아 묀헨글라트바흐로 이적하게 된다.

### 사우샘프턴
2018년 7월 13일, 사우샘프턴과 4년 계약을 맺고 이적하였다.

## 국가대표 경력
2010년부터 베스테르고르는 덴마크의 연령별 대표팀으로 꾸준히 선발되어 활약했고, 덴마크 U-21 축구 국가대표팀의 멤버로써 2015년 UEFA U-21 축구 선수권 대회의 핵심 멤버로 활약했다. 2013년 8월 14일 폴란드와의 경기에서 덴마크 축구 국가대표팀 멤버로써 A매치 데뷔를 했다.